# Santa Fe megye (Új-Mexikó)
Santa Fe megye az Amerikai Egyesült Államokban, azon belül Új-Mexikó államban található. Megyeszékhelye és legnagyobb városa Santa Fe. Lakosainak száma 154 823 fő (2020. április 1.). Santa Fe megye Rio Arriba, Mora, San Miguel, Torrance, Bernalillo, Sandoval és Los Alamos megyékkel határos.

## Népesség
A megye népességének változása:
| Lakosok száma | 144 508 | 145 409 | 146 456 | 147 423 | 148 686 | 154 823 |
|               | 2010    | 2011    | 2012    | 2013    | 2015    | 2020    |